# کوین تایتل
کوین تایتل (انگلیسی: Kevin Tittel؛ زادهٔ ۴ فوریهٔ ۱۹۹۴) بازیکن فوتبال اهل آلمان است.
از باشگاه‌هایی که در آن بازی کرده‌است می‌توان به باشگاه فوتبال کمنیتس اشاره کرد.